# 재스민 가이
재스민 가이(Jasmine Guy, 1962년 3월 10일 ~ )는 미국의 배우이자 가수이다.